# ادبیات حکمت

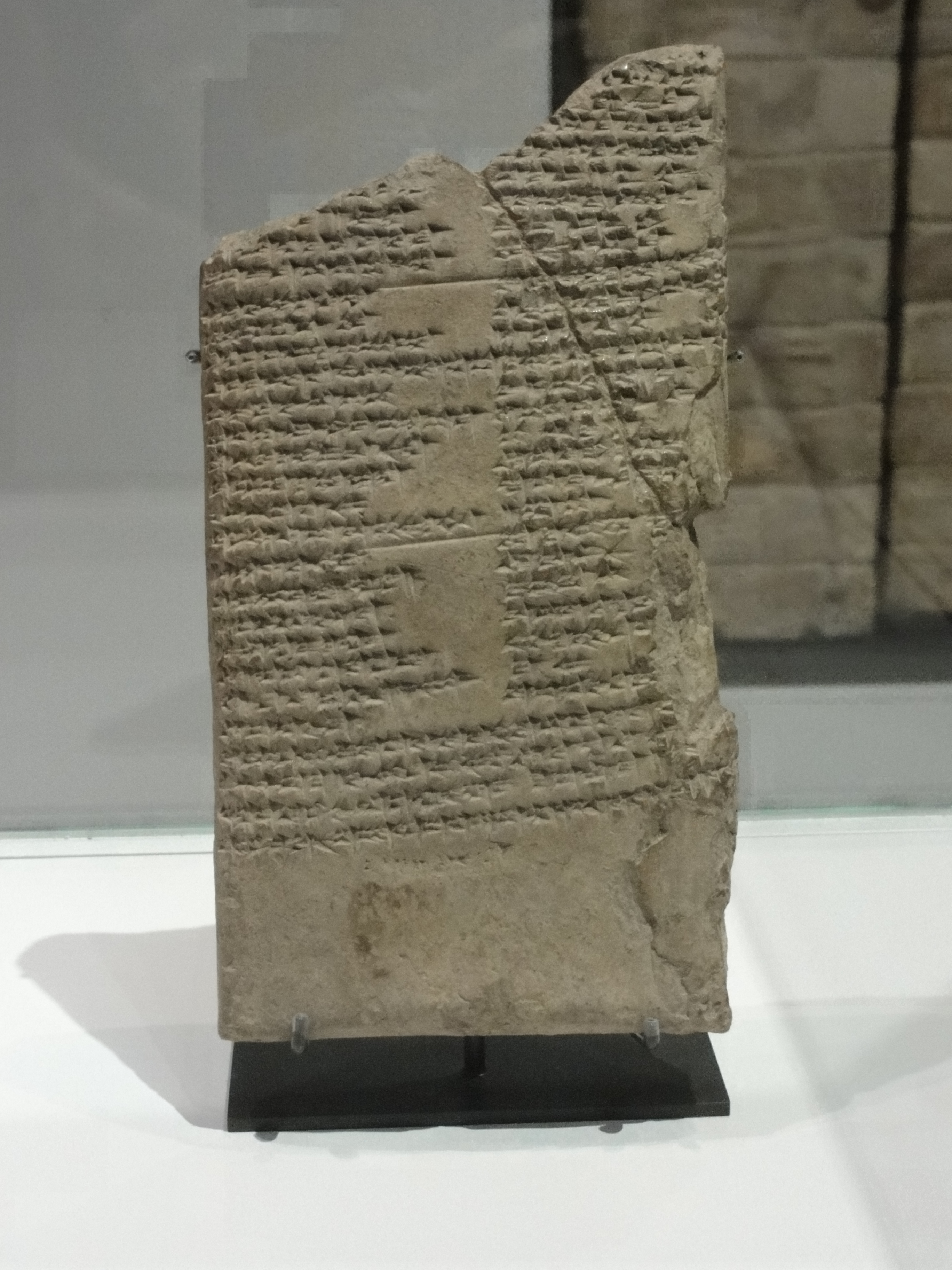
لوح گفتگوی انسان و خدایش، ج. قرن ۱۹–۱۷ پیش از میلاد، موزهٔ لووْر

ادبیات حکمت گونه‌ای از ادبیات رایج در خاور نزدیک باستان بوده‌است. نوشتارهای حکمت از جمله پرشمارترین آثار ادبی در خاور نزدیک باستان هستند. در هزاره سوم پیش از دوران مشترک و اوایل هزاره دوم پیش از دوران مشترک، تعداد آثار ادبیات حکمت در مصر بیش از همه آثار دیگر است. این آثار در مورد معنا و مفهوم زندگی هستند. در بابِل تعداد چنین آثاری کمتر است.
در بین‌النهرین، دو دوره برای این ادبیات در نظر گرفته می‌شود: دوره بابلی باستان و دوره کاسی‌ها. «ضرب‌المثل‌ها و تعلیمات»، خالص‌ترین گونه این ادبیات است و در جایگاه حکمت کاربردی شناخته می‌شود. این گروه شامل گفته‌های گوناگونی با تمرکز بر زندگی روزمره هستند و به رویدادهای تاریخی، سیاسی و دینی توجه کمی نشان می‌دهند. زیرگروه «ضرب‌المثل‌ها» نقش مهمی در مدرسه‌های کتابت داشتند. زیرگروه «تعلیمات» برخلاف ضرب‌المثل‌ها که سوم شخص روایت شده‌اند، مخاطبان جوان خود را دوم شخص مورد خطاب قرار می‌دهند.
این ژانر شامل سخنان حکیمان، خردمندان و افسانه‌بافی‌هایی آموزنده در مورد الوهیت و فضیلت ارائه می‌کند. اگرچه این گونه از تکنیک‌های داستان سرایی شفاهی سنتی استفاده می‌کند، اما به صورت مکتوب نیز منتشر شده‌است. از مصادیق این نوع ادبیات می‌توان به کتبی مانند قرآن و انجیل، مزامیر اشاره کرد.
ژانر ادبی کتاب آیینه‌ای از شاهزادگان که در ادبیات رنسانس اسلامی و غربی سابقه‌ای طولانی دارد، هم‌خانواده سکولار ادبیات حکمت است. در دوران باستان اروپا، اشعار تعلیمی هزیود، به ویژه شعر کارها و روزها به عنوان منبع دانشی مشابه ادبیات حکمت مصر باستان، بابلی‌ها و اسرائیل تلقی می‌شد. سرایش‌های پیش از اسلام مملو از اشعار حکیمانه بسیاری است، از جمله اشعار زهیر بن أبی سُلمی (۵۲۰–۶۰۹).

## نمونه‌های ادبیات حکمت
بیشتر اندیشمندان، امروزه موافقند که داستان یوسف یک گونه از ادبیات حکمت می‌باشد که توسط یک نویسنده ساخته و پرداخته شده‌است و در قرن پنجم پیش از میلاد به شکل کنونی خود درآمده. تاریخ ویرایش آن ممکن است شامل اولین «نسخه روبن» باشد که از پادشاهی شمالی اسرائیل سرچشمه گرفته بود و قصد داشت تسلط «خاندان یوسف» را بر سایر قبایل توجیه کند، که بعداً «گسترش یهودا» را دنبال کرد. (فصل‌ها ۳۸ و ۴۹) ارتقای یهودا به عنوان جانشین برحق یعقوب، و در نهایت تزیینات مختلف به طوری کرده که این رمان به عنوان پل بین سفر پیدایش و داستان موسی و خروج بنی‌اسرائیل از مصر عمل کند.